# Eva Demmerle
Eva Eleonora Demmerle (* 18. Dezember 1967) ist eine deutsche Autorin sowie ehemalige Büroleiterin und Pressesprecherin von Otto von Habsburg.

## Leben
Eva Demmerle studierte Geschichte, Politik, Wirtschaft und Katholische Theologie in Bonn, Siegen und Paris. 1995 wurde sie Parlamentarische Assistentin von Otto von Habsburg während seiner letzten Amtszeit als Abgeordneter des Europaparlaments. Nach seinem Rückzug 1999 leitete sie bis zu seinem Tod 2011 sein Büro und fungierte als Pressesprecherin und politische Beraterin. Durch ihre Tätigkeit konnte sie auf das Familienarchiv zugreifen und in ihren Biographien über Kaiser Karl und Otto von Habsburg bisher unbekannte Dokumente erstmals veröffentlichen. Ihre Arbeiten wurden in mehrere Sprachen übersetzt. 2012 war sie für drei Monate Pressesprecherin des Limburger Bischofs Franz-Peter Tebartz-van Elst. Seit 2014 ist Demmerle mit  einer eigenen Agentur für Fundraising und Strategische Kommunikation selbstständig. 2018 übernahm sie einen Lehrauftrag für Werbe- und Medienpsychologie an der IST-Hochschule für Management und ist freie Dozentin für Fundraising. Sie lebt und arbeitet in Feldafing am Starnberger See.
Eva Demmerle ist Familiare des Deutschen Ordens und Korporierte der Studentinnenverbindung C. Oe. a. St. V. Elisabethina Wien in der Vereinigung christlicher farbentragender Studentinnen in Österreich. Sie lebt im oberbayrischen Feldafing, wo sie eine Fundraisingagentur leitet.

## Schriften (Auswahl)
- Wer begehrt Einlass. Amalthea Signum, Wien 2019, ISBN 978-3-99050-135-1
- 100 x Österreich: Habsburg. Amalthea Signum, Wien 2019, ISBN 978-3-99050-140-5
- Kaiser Karl, Mythos & Wirklichkeit. Amalthea Signum, Wien 2016, ISBN 978-3-99050-044-6.
- Das Haus Habsburg. HF Ullmann Verlag, Potsdam 2011 und 2014, ISBN 978-3-8480-0723-3.
- Otto von Habsburg – Abschied. Stocker, Graz 2011, ISBN 978-3-7020-1363-9.
- Der Habsburg-Faktor. Visionen für das neue Jahrtausend. Eva Demmerle im Gespräch mit Otto von Habsburg. Redline, Heidelberg 2007, ISBN 978-3-636-01523-5.
- Kaiser Karl I. „Selig, die Frieden stiften …“. Die Biographie. Amalthea, Wien 2004, ISBN 3-85002-521-7.
- Claus Hipp. Dafür stehe ich mit meinem Namen. Claus Hipp im Gespräch mit Eva Demmerle, Universitas, München 2004, ISBN 3-8004-1460-0.
- mit Stephan Baier: Otto von Habsburg. Die Biografie. Mit einem Vorwort von Walburga Habsburg Douglas, Amalthea, Wien 2002, ISBN 3-85002-486-5. 6. überarbeitete und erweiterte Auflage 2012: Otto von Habsburg. 1912–2011, mit einem Kondolenzschreiben von Papst Benedikt XVI. und einem Vorwort von Karl Habsburg-Lothringen, Amalthea, Wien 2012. Französische Ausgabe: Otto de Habsbourg. De l’Empire à l’Europe, Éditions Racine, Bruxelles 2002, ISBN 2-87386-291-2; Kroatische Ausgabe: Otto von Habsburg. Zivotopis, Hrvatska Paneuropska Unija, Zagreb 2005, ISBN 953-6921-11-1; Ungarische Ausgabe: Habsburg Ottó. Élete. Európa Könyvkiadó, Budapest 2003, ISBN 963-07-7275-2; Italienische Ausgabe: Otto d’Asburgo. La biografia autorizzata. Il Cerchio, Rimini 2006, ISBN 88-8474-132-7.